# Pilosella pawlowskiella
Pilosella pawlowskiella là một loài thực vật có hoa trong họ Cúc. Loài này được (Merxm.) miêu tả khoa học đầu tiên năm 1977.